# 1975年5月11日日食
1975年5月11日日食是一次日偏食，發生於1975年5月11日（北美洲西北部的部分地區為5月10日）。新月當天（即朔日），地球上觀測到月球和太阳的角距離極小，此時月球如果恰好在月球交點附近，穿過太阳和地球之間，與地球、太阳接近一直線，則會出現日食。由於月球偏北或偏南，本影及偽本影從地球以北或以南經過而未接觸地表，只有半影覆蓋了地球北端或南端部分區域，形成日偏食。此次日偏食月球偏北，出現在整個欧洲、亚洲北部、北美洲北部及周邊部分地區。

## 日食概況

### 出現區域
本次日偏食可在整個欧洲、北非中西部、毛里塔尼亚東北部、马里北部、加那利群岛、馬德拉群島、亚速尔群岛、土耳其中西部、中國東北地區北部、蒙古北部邊境的小部分、日本北海道、苏联大部（今俄罗斯除達吉斯坦共和國東南部、西伯利亚联邦管区南部、滨海边疆区南端外的絕大部分，以及高加索地區西北半部、哈萨克斯坦西北部）、格陵兰、加拿大北部、美国阿拉斯加州北部看到。依時區不同，大部分地區都在5月11日看到日食，阿拉斯加多在5月10日看到日食，還有處於極晝的部分地區日食從5月10日深夜持續到5月11日凌晨。

### 基本參數
- 類型：日偏食
- 食分最大處（位於加拿大延斯蒙克島）資料：
  - 時間：1975年5月11日7:16:47
  - 地點：69°42′N 80°12′W / 69.7°N 80.2°W
  - 食分：0.8636（日食帶內最大）[3]

## 相關的日食

### 1975-1978年的日食
月球交替位於相對的月球交點時，以半個交點年（食年），即約177天又4小時間隔出現下列日食。
| 降交點   | 降交點                   |          | 升交點                   | 升交點 |
| 沙羅周期 | 地圖                     | 沙羅周期 | 地圖                     |        |
| 118      | 1975年5月11日 偏食（北） | 123      | 1975年11月3日 偏食（南） |        |
| 128      | 1976年4月29日 環食       | 133      | 1976年10月23日 全食      |        |
| 138      | 1977年4月18日 環食       | 143      | 1977年10月12日 全食      |        |
| 148      | 1978年4月7日 偏食（南）  | 153      | 1978年10月2日 偏食（北） |        |

### 沙羅周期
沙羅周期長度為18年11天。本次日食屬於沙羅周期118，共包含72次日食，依次為803年5月24日至929年8月7日的8次日偏食、947年8月19日至1650年10月25日的40次日全食、1668年11月4日至1686年11月15日的2次全環食（亦稱混合食）、1704年11月27日至1957年4月30日的15次日環食、1975年5月11日至2083年7月15日的7次日偏食，總共歷時1280.14年。其中最長的全食發生於1398年5月16日，共持續了6分59秒。
下表列舉了1901年至2100年間發生的屬於該周期的日食，是第62至72次：
| 62            | 63            | 64            |
| ------------- | ------------- | ------------- |
| 1903年3月29日 | 1921年4月8日  | 1939年4月19日 |
| 65            | 66            | 67            |
| 1957年4月30日 | 1975年5月11日 | 1993年5月21日 |
| 68            | 69            | 70            |
| 2011年6月1日  | 2029年6月12日 | 2047年6月23日 |
| 71            | 72            |               |
| 2065年7月3日  | 2083年7月15日 |               |

## 資料來源
1. ↑  樊忠玉. . 中国天文科普网.   [2016-03-13]. （原始内容存档于2014-09-17）.
2. ↑  Fred Espenak. . NASA Eclipse Web Site.   [2016-03-13]. （原始内容存档于2020-10-23）.（英文）
3. ↑  Fred Espenak. . NASA Eclipse Web Site.   [2016-03-13]. （原始内容存档于2020-10-21）.（英文）
4. ↑  Fred Espenak. . NASA Eclipse Web Site.（英文）

## 外部連結
- NASA日食專頁（页面存档备份，存于）（英文）
- 可見區域圖和時間統計：由弗雷德·埃斯佩納克做出的日食預報，NASA/GSFC
  - 貝塞爾元素

| \| \| 日食 \|                              |                              |                                           |
| 上一次日食： 1974年12月13日日食 （日偏食） | 1975年5月11日日食 （日偏食） | 下一次日食： 1975年11月3日日食 （日偏食） |
| 上一次日偏食： 1974年12月13日日食          | 1975年5月11日日食 （日偏食） | 下一次日偏食： 1975年11月3日日食          |
|                                            | 日食                         |                                           |